# Иванова, Людмила Александровна
Людмила Александровна Иванова (род. 11 февраля 1953) — российский политический деятель. Член Совета Федерации Федерального Собрания Российской Федерации от Республики Мордовия.

## Биография
Окончила Костромской государственный педагогический институт, Горьковскую высшую партийную школу.
В настоящее время — управляющий региональным отделением Фонда социального страхования РФ по Республике Мордовия

### Совет Федерации
Депутат Совета Федерации Федерального Собрания Российской Федерации первого созыва от Республики Мордовия с января 1994 по январь 1996, избран 12 декабря 1993 по Мордовскому двухмандатному избирательному округу № 13.